# کینوشیتا جون‌آن
کینوشیتا جون‌آن (به ژاپنی: 木下 順庵Kinoshita Jun'an); ۲۲ ژوئیهٔ ۱۶۲۱ – ۲۳ ژانویهٔ ۱۶۹۹ روشنفکر، فیلسوف اهل ژاپن بود.